# Бакалы (Жетысуская область)
Бакалы (каз. Бақалы) — село в Саркандском районе Жетысуской области Казахстана. Административный центр Бакалинского сельского округа. Находится на примерно в 35 км к северо-востоку от районного центра, города Сарканд. Код КАТО — 196037100.
В 1930 году в ауле произошло восстание против коллективизации и политики репрессий Советской власти.

## Население
В 1999 году население села составляло 1399 человек (713 мужчин и 686 женщин). По данным переписи 2009 года, в селе проживало 1149 человек (584 мужчины и 565 женщин).